# Troponina C

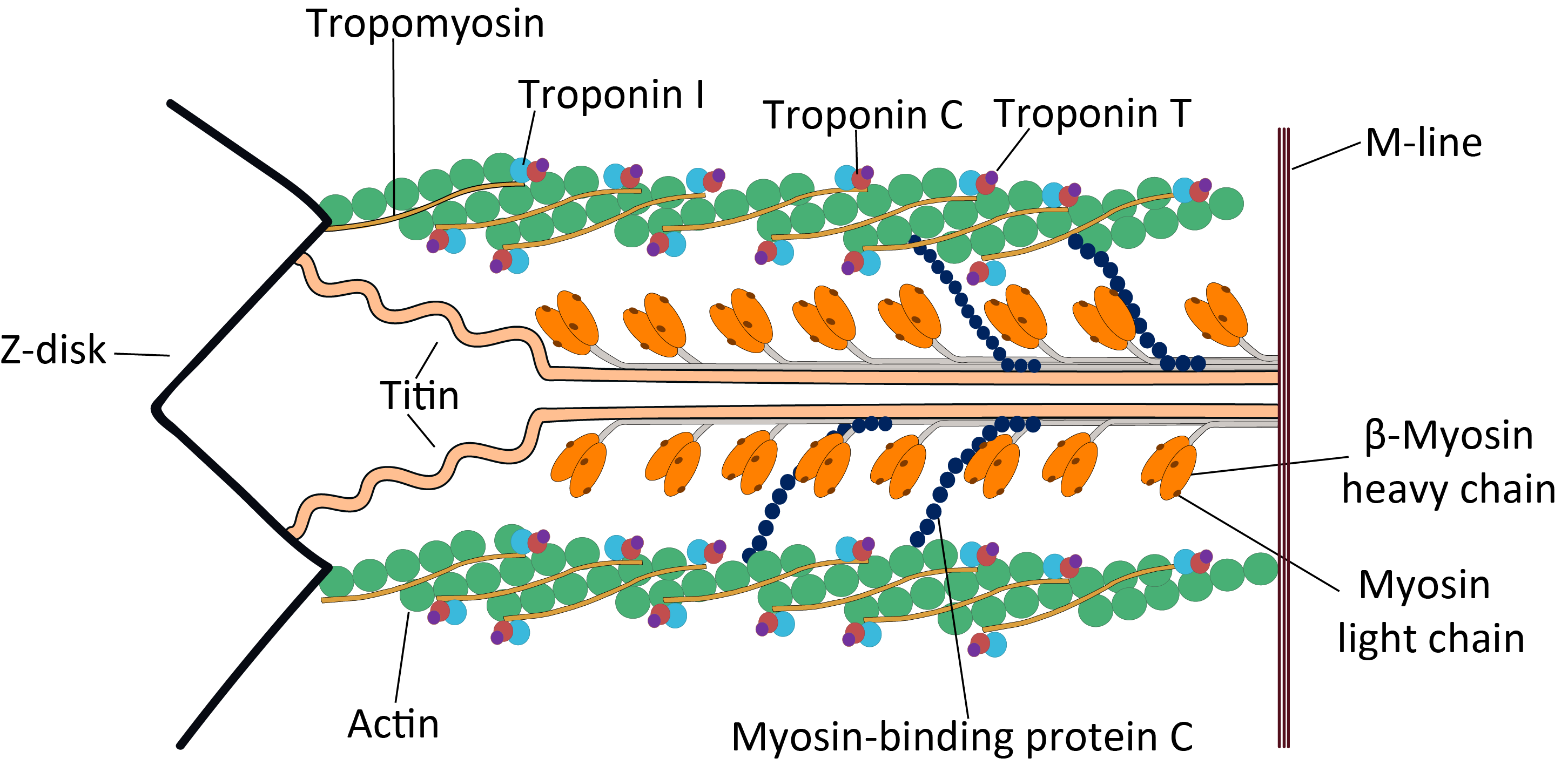
Estructura del sarcómero cardíaco, con troponina C.

La troponina C es una proteína parte del complejo troponina. En su estructura contiene cuatro elementos mano EF capaces de unir dos moléculas de Ca2+. En sus extremos C y N terminal posee dos lóbulos; el primero es capaz de unir al extremo N terminal de TnI; el segundo, elemento de unión a Ca2+, es el que posee capacidad reguladora y puede interactuar con TnI cuando esta proteína ha unido Ca2+. Los dos lóbulos antes mencionados se conectan mediante una alfa hélice de nueve vueltas.
Como variantes específicas de tejido existen:
- Troponina C lenta, TNNC1 (3p21.3-p14.3, OMIM 191040)
- Troponina C rápida, TNNC2 (20q12-q13.11, OMIM 191039)